# Willemoesia forceps
Willemoesia forceps är en kräftdjursart som beskrevs av Alphonse Milne-Edwards 1880. Willemoesia forceps ingår i släktet Willemoesia och familjen Polychelidae. IUCN kategoriserar arten globalt som livskraftig. Inga underarter finns listade i Catalogue of Life.